# Gyrpanetes oriba
Gyrpanetes oriba là một loài bọ cánh cứng trong họ Cerambycidae.